# Jacques Villon
Jacques Villon, pierw. Emile Méry Frédéric Gaston Duchamp (ur. 31 lipca 1875 w Damville, zm. 9 czerwca 1963 w Puteaux) – francuski grafik, malarz i ilustrator, przedstawiciel kubizmu, brat Raymonda Duchamp-Villona, Marcela Duchampa i Suzanne Duchamp; po 1895 roku, dla odróżnienia się od rodzeństwa przyjął pseudonim Villon (na cześć średniowiecznego poety francuskiego François Villona. W 1947 roku odznaczony orderem Legii Honorowej (w randze oficera).

## Życiorys
Emile Méry Frédéric Gaston Duchamp wspólnie z trójką rodzeństwa: Marcelem, Raymondem i Suzanne wniósł znaczący wkład do sztuki XX wieku. Będąc jeszcze uczniem liceum w Rouen, rozpoczął swoją artystyczną edukację pod kierunkiem dziadka Emile'a Frédérica Nicolle'a, maklera okrętowego i artysty. Nicolle nauczył wnuczka grawerowania i grafiki, a w 1891 roku sam stał się tematem przedmiotem jednej z pierwszych rycin Villona. Pracę tę, zatytułowaną Portrait of the Painter-Engraver Emile Nicolle, pokazano w 1953 roku na wystawie w Museum of Modern Art oraz w 1975 roku w paryskim Grand Palais. Również w 1891 roku artysta wykonał swoją pierwszą akwafortę, Portrait de Mon Pere, na której przedstawił swojego ojca, Eugene’a Duchampa. Wykonując ją inspirował się Rembrandtem. I tę pracę również pokazano w 1953 roku w Museum of Modern Art, później w Paryżu w 1959 roku oraz w innych znaczących muzeach Francji i Stanów Zjednoczonych.
W styczniu 1894 roku Emile Méry Frédéric Gaston Duchamp przeniósł się z bratem Raymondem do dzielnicy Montmartre w Paryżu i rozpoczął studia prawnicze na Université de Paris. Wkrótce jednak studia prawnicze przestały go interesować. Zaczął wykonywać ilustracje dla różnych czasopism: „Le Courrier Français”, „L'Assiette au beurre”, „Chat noir”. W tym czasie używał pseudonimu Jack (a następnie Jacques), jako wyrazu uznania dla powieści Jack Alphonse’a Daudeta. Później, częściowo w celu zdystansowania się od swojej rodziny, dodał do swego imienia nazwisko Villon (jako wyraz hołdu złożonemu francuskiemu średniowiecznemu poecie François Villonowi). W 1895 roku rozpoczął studia w École des Beaux Arts, uczęszczając też do Atelier Cormon.
Przez prawie 10 lat Villon zajmował się w głównie grafiką, wykonując rysunki do paryskich magazynów ilustrowanych oraz kolorowe sztychy i plakaty. Jegolitografie wskazywały na wpływ Toulouse-Lautreca. W 1903 roku Villon pomógł w zorganizowaniu sekcji rysunku w pierwszym Salonie Jesiennym, który stał się jednym z najbardziej znaczących corocznych wystaw w historii sztuki nowoczesnej. Jego pierwsza wystawa, wspólnie z bratem Raymondem, miała miejsce w 1905 roku w Galerie Legrip w Rouen. W latach 1904 i 1905 Villon studiował neoimpresjonizm w paryskiej Académie Julian. W 1906 roku osiedlił się w Puteaux i zaczął poświęcać coraz więcej czasu na malowanie; po 1910 roku skupił się przede wszystkim na poszukiwaniach artystycznych. 
W 1911 roku zwrócił się w stronę kubizmu i w oparciu o jego geometryczną formę rozwinął swoją kolorową paletę (Kobieta siedząca, 1914). W tym samym roku bracia Duchamp zaprzyjaźnili się z Albertem Gleizesem, Jeanem Metzingerem, Henrim Le Fauconnierem, Fernandem Légerem i Robertem Delaunayem; ten ostatni prezentując ich prace wspólnie na wystawie Salonu Niezależnych wywołał furorę, ukazując ich jako rzeczników kubizmu.
Również w 1911 roku razem z Raymondem założył Grupę z Puteaux, ugrupowanie kubistów, którzy spotykali się w jego studiu. Wśród uczestników byli między innymi: Robert Delaunay, Marcel Duchamp, Albert Gleizes, František Kupka, Fernand Leger, Francis Picabia. Na wystawie Salonu Jesiennego w 1912 roku, zaprezentowano ich wspólny projekt Dom kubistyczny (Maison cubiste), który był próbą rozszerzenia innowacji kubizmu na sferę realnego życia przez architekturę i rzemiosło artystyczne, czego inicjatorami byli Duchamp-Villon i francuski malarz André Mare; Jacques Villon zaprojektował dla Domu kubistycznego serwis do herbaty. Ta sama grupa artystów tworzyła jądro wystawy, która odbyła się w październiku 1912 jako Salon de la Section d'Or i stała się największą manifestacją artystów – zwolenników kubizmu. W 1913 roku Villon wystawił dziewięć obrazów na Armory Show w Nowym Jorku. W wystawie wzięli również udział Marcel i Raymond. Bracia Duchamp byli jedynymi współczesnymi artystami, których krótkie noty biograficzne znalazły się na Armory Show. Fotografia braci została również dołączona do katalogu wystawowego, a ich zdjęcia w rodzinnym ogrodzie w Puteaux były jedynymi zdjęciami artystów europejskich rozpowszechnianymi przez Association of American Painters and Sculptors w gazetach i innych wydawnictwach. Nadanie braciom rozgłosu w prasie jako rodzinie awangardowych artystów stało się przypuszczalnie powodem bezprecedensowej sprzedaży ich dzieł; sprzedano wszystkie obrazy i jego jeden szkic Marcela, rzeźby Raymonda i osiem z dziewięciu prac Jacques’a.
W latach 1914–1918 Villon odbywał służbę wojskową. W 1916 roku został przeniesiony do Amiens, do regimentu piechoty służącego na froncie jako jednostka maskująca. Prawdopodobnie z tego powodu przez kolejne dwa lata zaczął zgłębiać teorię koloru, zwłaszcza Traité de la couleur M. A. Rosenstiehla (wyd. 1913, Paryż).
W 1921 roku miał swoją pierwszą wystawę indywidualną w Stanach Zjednoczonych, w nowojorskiej siedzibie Societé Anonyme. W 1932 roku dołączył do grupy Abstraction-Création i zaczął wystawiać razem z nią. W 1939 roku uczestniczył w wystawie Salon des Réalités Nouvelles. Większość czasu II wojny światowej spędził mieszkając na wsi, w domu żony André Mare w Bernay lub w La Brunié, gospodarstwie jego córki, Mare-Vene, w Tarn (obraz Kuchnia-ogród w La Brunié, 1941, Cleveland Museum of Art). Ważna prezentacja prac Villona odbyła się w 1944 roku Paryżu, w Galerie Louis Carré, która stała się jego wyłącznym przedstawicielem. W 1955 roku Villon wspólnie z Chagallem i Bissièrem zaprojektował witraże do katedry św. Szczepana w Metzu.
W 1963 roku został odznaczony Legii Honorowej w randze Wielkiego Oficera.

## Twórczość

### Wczesny okres

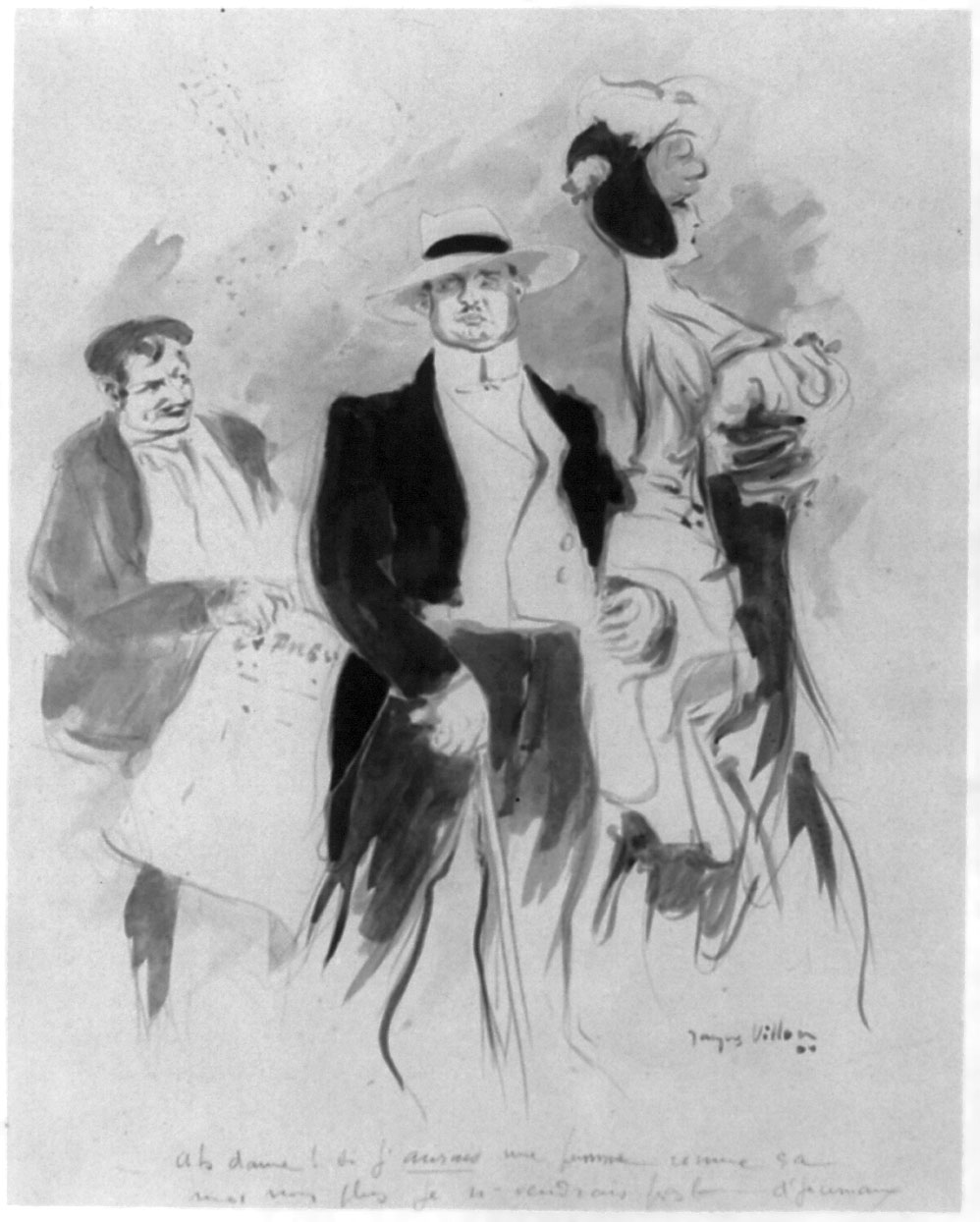
Ah dame!, rysunek z 1904, Biblioteka Kongresu Stanów Zjednoczonych

Lata 1894–1904 to w twórczości Villona okres pracy w charakterze ilustratora. Po 1899 roku zaczął wykonywać poważne prace graficzne, pokazane po raz pierwszy w 1901 roku w Société Nationale des Beaux-Arts w Paryżu. Począwszy od 1904 roku, podczas studiów malarskich na Académie Julian. w jego twórczości pojawiły się akcenty w neoimpresjonistyczne, natomiast w grafikach, dawniej tworzonych pod wpływem Toulouse-Lautreca, zaznaczył się wpływ stylu Paula Césara Helleu. Przeniesienie się Villona do Puteaux w 1906 roku było w dużej mierze podyktowane chęcią zerwania z uzależnieniem od ilustracji komercyjnej. Artysta zaczął poświęcać coraz więcej czasu na malowanie i wykonywanie niezależnej grafiki, a po 1910 roku zaprzestał całkowicie jej sporządzania i zajął się satyrycznymi kreskówkami, a w dziedzinie techniki ekspresjonistycznym stylem rysowania oraz kompozycjami przestrzennymi i płaszczyznowymi, co stało się widoczna w serii Renée z 1911 roku (jeden suchoryt i dwie akwaforty) oraz w portrecie Raymonda Duchamp-Villona z tego samego roku.

### Kubizm
Po wystawie w Salonie Niezależnych w 1911 roku Villon stał się zwolennikiem kubizmu. Termin ten został użyty przez niego pod wpływem rozpraw Leonarda da Vinci i zawartych w nich teorii proporcji i harmonii kompozycji, znanych jako zasada złotego podziału. Zasada ta zaczęła być widoczna w sztuce Villona, jednak przeciwieństwie do kolegów, takich jak Juan Gris i Metzinger, artysta nie stosował jej regularnie. Po 1916 roku Villon poświęcił się studiowaniu teorii koloru; uwagę jego zwróciła zwłaszcza książka Traité de la couleur M. A. Rosenstiehla. Nowe i systematyczne stosowanie koloru uwidoczniło się w jego surowych i czysto abstrakcyjnych obrazach, namalowanych tuż po wojnie, takich jak Szlachetność (1920), Radość (1921) i serii Kolorowa Perspektywa. Villon wzbogacił swój sposób kompozycji, starannie je przygotowywał i opracowywał wykorzystując swoje doświadczenia ze stosowaniem technik pochodzących akwaforty i łącząc je z trickami kolorystycznymi, wynikającymi z jego doświadczeń wojennych związanych z techniką wojskowego kamuflażu. Wraz z Gleizesem był jednym z nielicznych francuskich artystów, którzy na początku lat 20. zgłębiali tajniki abstrakcji (obraz Dżokej, 1924, Yale University Art Gallery). Później Villon na pewien czas zaprzestał działalności malarskiej, gdy zaczął na zamówienie paryskiej galerii Bernheim-Jeune wykonywać graficzne odbitki prac znanych artystów (Édouard Manet, Auguste Renoir, Paul Cézanne, Henri Matisse, Pablo Picasso, Georges Braque, André Derain, Maurice de Vlaminck, Raoul Dufy i Pierre Bonnard). W latach 1922–1930 wykonał około 40 tego typu barwnych akwatint. W miesiącach letnich, kiedy nie pracował dla Bernheim-Jeune, oddawał się własnym projektom. Skupił się zwłaszcza na rysunku rysując modelki (np. Siedząca kobieta, ołówek, ok. 1931), rzeźby brata Raymonda lub motywy, które miał opracowane już wcześniej. W tych latach doprowadził do doskonałości swój styl graficzny, najbardziej znany z jego suchorytów i akwafort. Na początku lat 30. Villon powrócił do malarstwa. Zachęcony przez Gleizesa wziął udział w pracach grupy Abstraction-Création. Namalował wówczas najbardziej liryczne i abstrakcyjne obrazy w całej swojej karierze; odznaczają się one starannymi, matematycznymi proporcjami, pozostającymi w zgodzie z ich bardzo uogólnionymi tytułami: Architektura, 1931), Wesołość (1932) i Przestrzeń (1932; wszystkie w kolekcjach prywatnych). W połowie lat 30. odbył podróż do Prowansji, podczas której zainteresował się pejzażem. Wyrazem tych doświadczeń są obrazy Most w Beaugency (1944, Collection of Mr. and Mrs. Paul Mellon, National Gallery of Art) i Trzy rzędy (1944, Virginia Museum of Fine Arts). 

### Ilustracje do książek
Villon zilustrował lub współpracował przy ilustrowaniu 27 książek, z których tylko dwie, Architectures (wyd. Louis Süe i André Mare, 1921, Paryż) oraz Poésies (wyd. Pierre Corrard, 1937, Paryż) ukazały się przed II wojną światową. Do najbardziej cenionych książek z jego ilustracjami należą Bucoliques Wergiliusza we francuskim tłumaczeniu Paula Valéry (1955, Paryż), Les Travaux et les jours Hezjoda we francuskim tłumaczeniu Jeana Cocteau (1962, Paryż) i Wielki Testament François Villona (1963, Paryż).

## Nagrody
Villon otrzymał nagrody na wielu międzynarodowych wystawach: Grand Prix de la Gravure na Exposition Internationale w Lugano (1949), pierwszą nagrodę w Carnegie International w Pittsburghu (1950), Grand Prix w kategorii malarstwa na Biennale w Wenecji (1956) i Grand Prize w kategorii malarstwa na Exposition Internationale w Brukseli (1958).